# Св. св. Кирил и Методий (Кости)
„Св. св. Кирил и Методий“ е православна църква в село Кости е построена в края на XIX век век. До 1913 г. се нарича „Св. св. Константин и Елена“.

Представлява трикорабна, триапсидна псевдобазилика, с открит притвор. Над южната част на притвора е разположена дървената ѝ камбанария. Централния и страничните кораби са разделени от дървени колони, а капителите са с йонийски волуги. Построена е с дарения от местното гръцко население от майстор Яни. През 1903 г., по време на Илинденско-Преображенското въстание е разрушена. В 1909 г. е построена и осветена отново. Иконостасът е резбован от майстор Пандил през 1908 г., а иконите са рисувани от Коста Поликсоиду. Иконите на Св. Георги са рисувани през 1883 и 1901 г., а останалите 10 след 1903 г. От 1925 г. към църквата е открито първото българско училище. В църквата се съхраняват икони с висока художествена стойност от XIV – XVII в.